# Campeonato NORCECA de Voleibol Femenino
El Campeonato NORCECA de Voleibol Femenino es una competencia deportiva para los equipos nacionales de voleibol femenino, que actualmente se celebra cada dos años y es organizado por la NORCECA.

## Historial
| N.º    | Año  | Sede                                |                                                                           |                      |                       |
| ------ | ---- | ----------------------------------- | ------------------------------------------------------------------------- | -------------------- | --------------------- |
| I      | 1969 | Ciudad de México, México            | México                                                                    | Cuba                 | Estados Unidos        |
| II     | 1971 | La Habana, Cuba                     | México                                                                    | Cuba                 | Antillas Neerlandesas |
| III    | 1973 | Tijuana, México                     | Cuba                                                                      | Canadá               | Estados Unidos        |
| IV     | 1975 | Los Ángeles, Estados Unidos         | Cuba                                                                      | Estados Unidos       | México                |
| V      | 1977 | Santo Domingo, República Dominicana | Cuba                                                                      | Estados Unidos       | Canadá                |
| VI     | 1979 | La Habana, Cuba                     | Cuba                                                                      | Estados Unidos       | México                |
| VII    | 1981 | Ciudad de México, México            | Estados Unidos                                                            | Cuba                 | México                |
| VIII   | 1983 | Indianapolis, Estados Unidos        | Estados Unidos                                                            | Cuba                 | Canadá                |
| IX     | 1985 | Santiago, República Dominicana      | Cuba                                                                      | Estados Unidos       | Canadá                |
| X      | 1987 | La Habana, Cuba                     | Cuba                                                                      | Estados Unidos       | Canadá                |
| XI     | 1989 | San Juan, Puerto Rico               | Cuba                                                                      | Canadá               | Estados Unidos        |
| XII    | 1991 | Regina, Canadá                      | Cuba                                                                      | Estados Unidos       | Canadá                |
| XIII   | 1993 | Colorado Springs, Estados Unidos    | Cuba                                                                      | Estados Unidos       | Canadá                |
| XIV    | 1995 | Santo Domingo, República Dominicana | Cuba                                                                      | Estados Unidos       | Canadá                |
| XV     | 1997 | Caguas, Puerto Rico                 | Cuba                                                                      | Estados Unidos       | República Dominicana  |
| XVI    | 1999 | Monterrey, México                   | Cuba                                                                      | Estados Unidos       | Canadá                |
| XVII   | 2001 | Santo Domingo, República Dominicana | Estados Unidos                                                            | Cuba                 | República Dominicana  |
| XVIII  | 2003 | Santo Domingo, República Dominicana | Estados Unidos                                                            | Cuba                 | República Dominicana  |
| XIX    | 2005 | Puerto España, Trinidad y Tobago    | Estados Unidos                                                            | Cuba                 | República Dominicana  |
| XX     | 2007 | Winnipeg, Canadá                    | Cuba                                                                      | Estados Unidos       | República Dominicana  |
| XXI    | 2009 | Bayamón, Puerto Rico                | República Dominicana                                                      | Puerto Rico          | Cuba                  |
| XXII   | 2011 | Caguas, Puerto Rico                 | Estados Unidos                                                            | República Dominicana | Cuba                  |
| XXIII  | 2013 | Omaha, Estados Unidos               | Estados Unidos                                                            | República Dominicana | Puerto Rico           |
| XXIV   | 2015 | Morelia, México                     | Estados Unidos                                                            | República Dominicana | Puerto Rico           |
| XXV    | 2017 | Varias                              | Clasificatorio NORCECA al Campeonato Mundial de Voleibol Femenino de 2018 |                      |                       |
| XXVI   | 2019 | San Juan, Puerto Rico               | República Dominicana                                                      | Estados Unidos       | Canadá                |
| XXVII  | 2021 | Guadalajara, México                 | República Dominicana                                                      | Puerto Rico          | Canadá                |
| XXVIII | 2023 | Quebec, Canadá                      | República Dominicana                                                      | Estados Unidos       | Canadá                |
| XXIX   | 2025 | Cuba                                |                                                                           |                      |                       |
| XXX    | 2027 | México                              |                                                                           |                      |                       |

## Medallero histórico
| Evento                | Oro | Plata | Bronce |
| --------------------- | --- | ----- | ------ |
| Cuba                  | 13  | 7     | 2      |
| Estados Unidos        | 8   | 13    | 3      |
| República Dominicana  | 4   | 3     | 5      |
| México                | 2   | 0     | 3      |
| Canadá                | 0   | 2     | 11     |
| Puerto Rico           | 0   | 2     | 2      |
| Antillas Neerlandesas | 0   | 0     | 1      |